# Stachys officinalis
Betonica comune (nome scientifico Stachys officinalis (L.) Trevis., 1842) è una piccola ma vivace pianta perenne, eretta, pelosa e dai delicati fiori colorati di rosa profumati di citrato, appartenente alla famiglia delle Lamiaceae.

## Etimologia
Il nome generico (stachys) deriva dal greco e significa "simile alla spiga di grano". L'epiteto specifico officinalis è applicato alle erbe con proprietà medicinali (vere o presunte).
Il nome scientifico di questa specie è stato definito inizialmente da Linneo (1707 – 1778), conosciuto anche come Carl von Linné, biologo e scrittore svedese considerato il padre della moderna classificazione scientifica degli organismi viventi, nella pubblicazione "Species Plantarum - 2: 573." nel 1753, perfezionato successivamente dal botanico e naturalista italiano Vittore Benedetto Antonio Trevisan (Padova, 5 giugno 1818 – Padova, 8 aprile 1897) nella pubblicazione "Prospetto della Flora Euganea. Padova - Prosp. Fl. Eugan. 26." del 1842.

## Descrizione

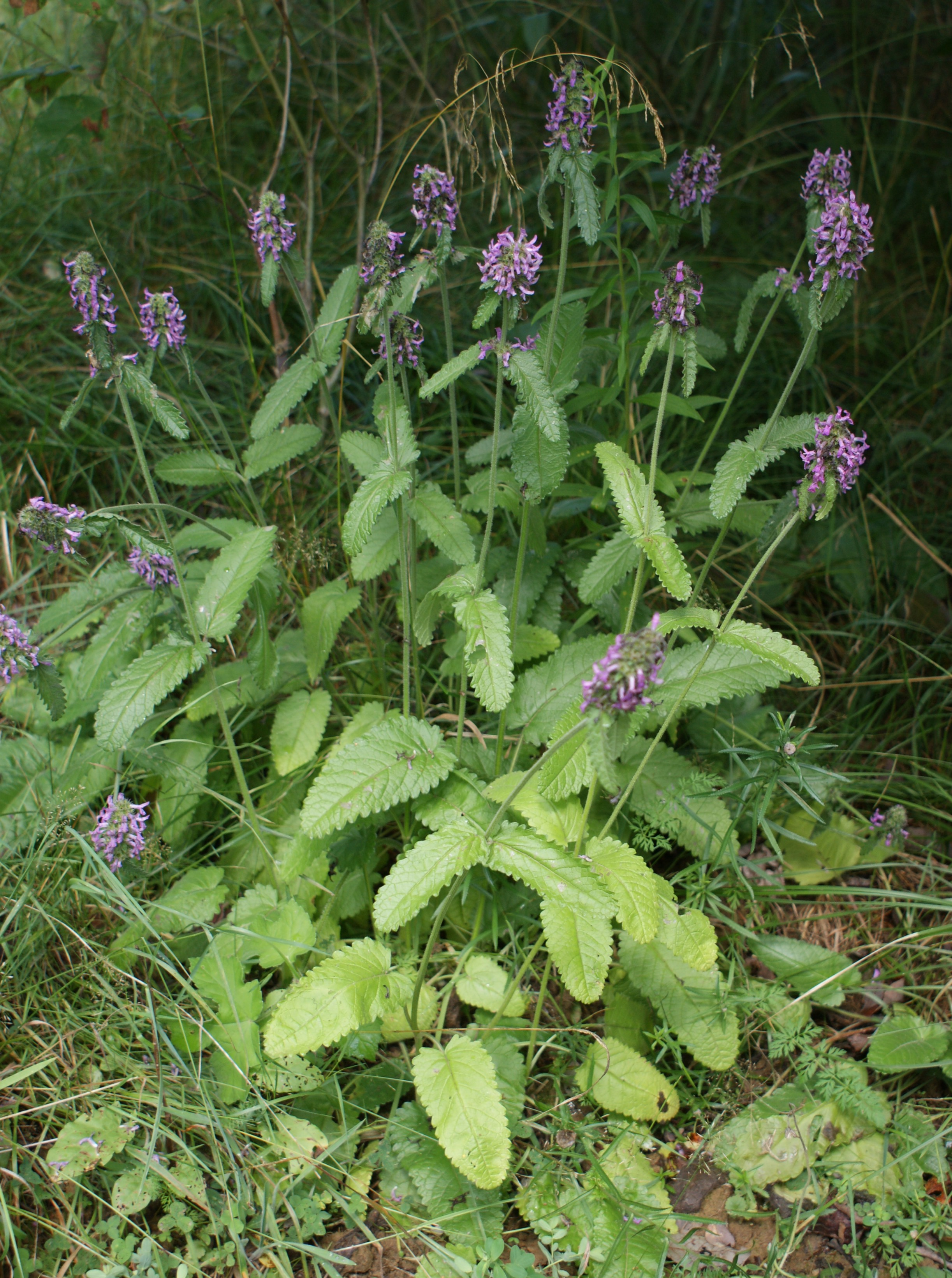
Il portamento

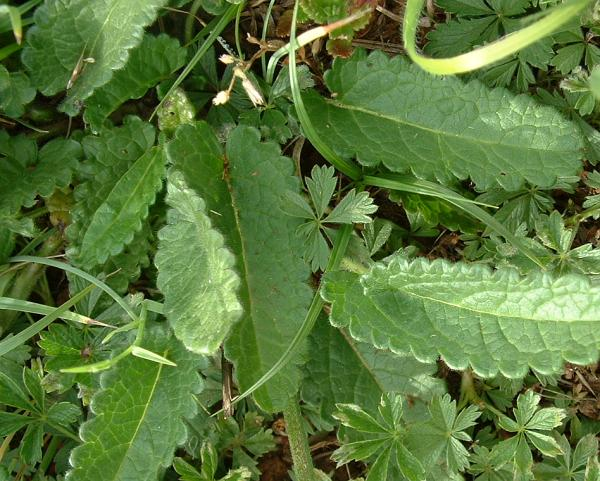
Foglie basali cuoriformi, nervate e dentate

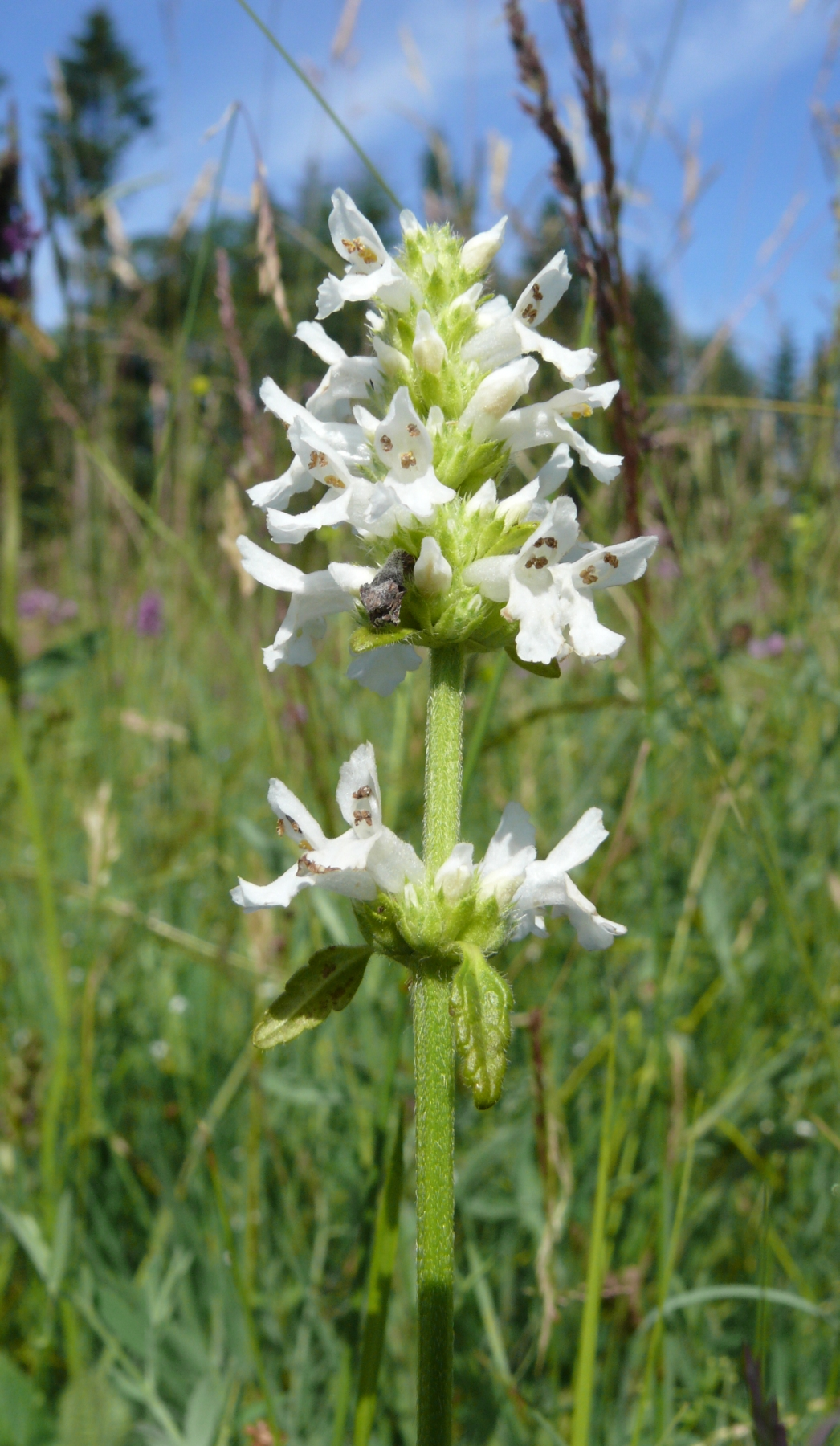
Infiorescenza

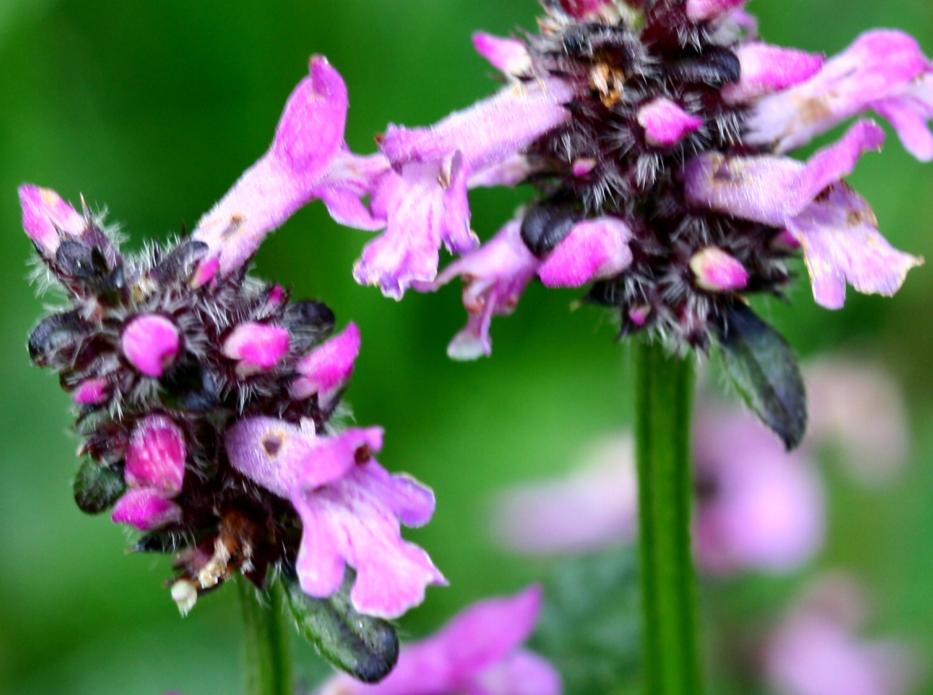
Particolare del fiore labiato

È una pianta che arriva a un'altezza di 20–40 cm (massimo 70 cm). La forma biologica è emicriptofita scaposa (H scap), ossia in generale sono piante erbacee, a ciclo biologico perenne, con gemme svernanti al livello del suolo e protette dalla lettiera o dalla neve e sono dotate di un asse fiorale eretto e spesso privo di foglie. L'indumento è formato da peli semplici (raramente sono ramificati).

### Radici
Le radici sono secondarie da un piccolo rizoma con portamento più o meno obliquo.

### Fusto
La parte aerea del fusto è gracile, pubescente (irsuta) a sezione quadrata (o tetragona a causa della presenza di fasci di collenchima posti nei quattro vertici). Il fusto è semplice, raramente è ramificato.

### Foglie
In generale le foglie sono intere, strettamente ovate, cuoriformi alla base ed ellittiche all'apice; la lamina è carenata con marcate nervature; i bordi sono dentati grossolanamente; la superficie è pelosa (rugosa sulla pagina superiore). 
- Foglie basali: sono disposte in una rosetta basale sterile (senza fusti fioriferi); le foglie sono persistenti e lungamente picciolate. Dimensioni: lunghezza del picciolo 8–12 cm; la lamina misura 2 - 2,5 cm di larghezza e 6 – 7 cm di lunghezza.
- Foglie cauline: sono brevemente e progressivamente sempre meno picciolate; quelle superiori sono sessili (sub - sessili) e trasformate quasi in brattee. Dimensione delle foglie cauline: 1 - 1,5 cm di larghezza e 5 – 6 cm di lunghezza. Queste foglie sono inserite nei nodi del fusto a coppie opposte e si trovano anche alla base di ciascun verticillo dell'infiorescenza (foglie bratteali).

### Infiorescenza
L'infiorescenza è portata in vari verticilli di tipo tirsoide (o racemo spiciforme) disposti in posizione ascellare e sovrapposti lungo il fusto. I verticilli sono compatti. Ogni verticillo è composto da alcuni fiori disposti circolarmente (glomeruli verticillati) e poggianti su due brattee (o foglie bratteali) a forma lanceolata. Le brattee del verticillo seguente sono disposte in modo alternato. 

### Fiore
I fiori sono ermafroditi, zigomorfi (il calice è attinomorfo), tetraciclici (con i quattro verticilli fondamentali delle Angiosperme: calice– corolla – androceo – gineceo) e pentameri (calice e corolla sono formati da cinque elementi). Lunghezza del fiore: 10 – 15 mm.
- Formula fiorale. Per questa specie la formula fiorale della famiglia è la seguente:

X, K (5), [C (2+3), A 2+2], G (2), supero, drupa, 4 nucole
- Calice: il calice è gamosepalo, attinomorfo, tubuloso, campanulato (allargato alla base), lungo 3,5 mm, e accompagnato da una breve bratteola ovale - acuminata di 5 – 12 mm (larghezza 0,5 - 1,5 mm), ed è diviso in 5 sepali sottili concresciuti. La superficie del calice è irsuta ed è percorsa da 5 - 10 nervature longitudinali. Lunghezza del calice: minore di 5 mm.
- Corolla: la corolla gamopetala, zigomorfa, pelosa esternamente, rosata (o anche di colore rosso - violaceo, raramente bianco), lunga 1 - 1,5 cm, ha la forma di un tubo lievemente ricurvo terminante con 5 lobi (i 5 petali). È divisa in 2 labbra ben sviluppate e divergenti ad angolo retto: quello superiore è arcuato verso l'alto, intero e mediamente sviluppato, con la funzione di proteggere gli organi di riproduzione dalle intemperie e dal sole; quello inferiore è diviso in 3 lobi (quello centrale è più grande, dentato e piegato verso il basso per fare da base di “atterraggio” agli insetti pronubi; mentre i due laterali sono arrotondati). Le fauci internamente non sono circondate da un anello di peli (caratteristica comune a molte "labiate" che ha lo scopo di impedire l'accesso ad insetti più piccoli e non adatti all'impollinazione). Lunghezza della corolla: 10 – 12 mm.
- Androceo: l'androceo possiede quattro stami didinami e parzialmente inclusi nella corolla e posizionati sotto il labbro superiore. I filamenti sono adnati alla corolla. Le antere (colorate di bruno-viola) sono biloculari. Le teche sono più o meno distinte e divaricate (raramente sono parallele); la deiscenza è logitudinale. Gli stami dopo la fecondazione divergono e si attorcigliano. I granuli pollinici sono del tipo tricolpato o esacolpato. Il nettario è ricco di sostanze zuccherine.
- Gineceo: l'ovario, profondamente quadri-lobato, è supero formato da due carpelli saldati (ovario bicarpellare) ed è 4-loculare per la presenza di falsi setti. La placentazione è assile. L'ovario è arrotondato all'apice. Gli ovuli sono 4 (uno per ogni presunto loculo), hanno un tegumento e sono tenuinucellati (con la nocella, stadio primordiale dell'ovulo, ridotta a poche cellule).[12] Lo stilo inserito alla base dell'ovario (stilo ginobasico) è del tipo filiforme ed è incluso nella corolla. Lo stigma è bifido con due lacinie uguali.
- Fioritura: da giugno a ottobre.

### Frutti
Il frutto è una nucula acheniforme (schizocarpo); più precisamente è una drupa (ossia una noce) con quattro semi (uno per ovulo derivato dai due carpelli divisi a metà). Questo frutto nel caso delle Lamiaceae viene chiamato “clausa”. Le quattro (o a volte tre) parti in cui si divide il frutto principale, sono ancora dei frutti (parziali) ma monospermici (un solo seme) e privi di endosperma. La forma è da obovoide a oblunga arrotondata all'apice.

## Riproduzione
- Impollinazione: l'impollinazione avviene tramite insetti (impollinazione entomogama): ditteri, imenotteri e più raramente lepidotteri.[13][14]
- Riproduzione: la fecondazione avviene fondamentalmente tramite l'impollinazione dei fiori (vedi sopra).
- Dispersione: i semi cadendo a terra (dopo essere stati trasportati per alcuni metri dal vento – disseminazione anemocora) sono successivamente dispersi soprattutto da insetti tipo formiche (disseminazione mirmecoria).[15] Per questo scopo i semi hanno un'appendice oleosa (elaisomi, sostanze ricche di grassi, proteine e zuccheri) che attrae le formiche durante i loro spostamenti alla ricerca di cibo.[16]
- Propagazione: tramite divisione dei cespi (in febbraio - aprile).[11]

## Tassonomia
La famiglia di appartenenza della specie (Lamiaceae), molto numerosa con circa 250 generi e quasi 7000 specie, ha il principale centro di differenziazione nel bacino del Mediterraneo e sono piante per lo più xerofile (in Brasile sono presenti anche specie arboree). Per la presenza di sostanze aromatiche, molte specie di questa famiglia sono usate in cucina come condimento, in profumeria, liquoreria e farmacia. Il genere Stachys comprende più di 300 specie con una distribuzione cosmopolita (ad eccezione dell'Australia e Nuova Zelanda), due dozzine delle quali vivono spontaneamente in Italia. Nell'ambito della famiglia il genere Stachys è descritto all'interno della tribù Stachydeae Dumort., 1827  (sottofamiglia Lamioideae Harley, 2003). Nelle classificazioni meno recenti la famiglia Lamiaceae viene chiamata Labiatae.

Il numero cromosomico di Stachys officinalis è: 2n = 16.

### Sottospecie
Per questa specie sono riconosciute le seguenti sottospecie (e varietà):

#### Sottospecieofficinalis

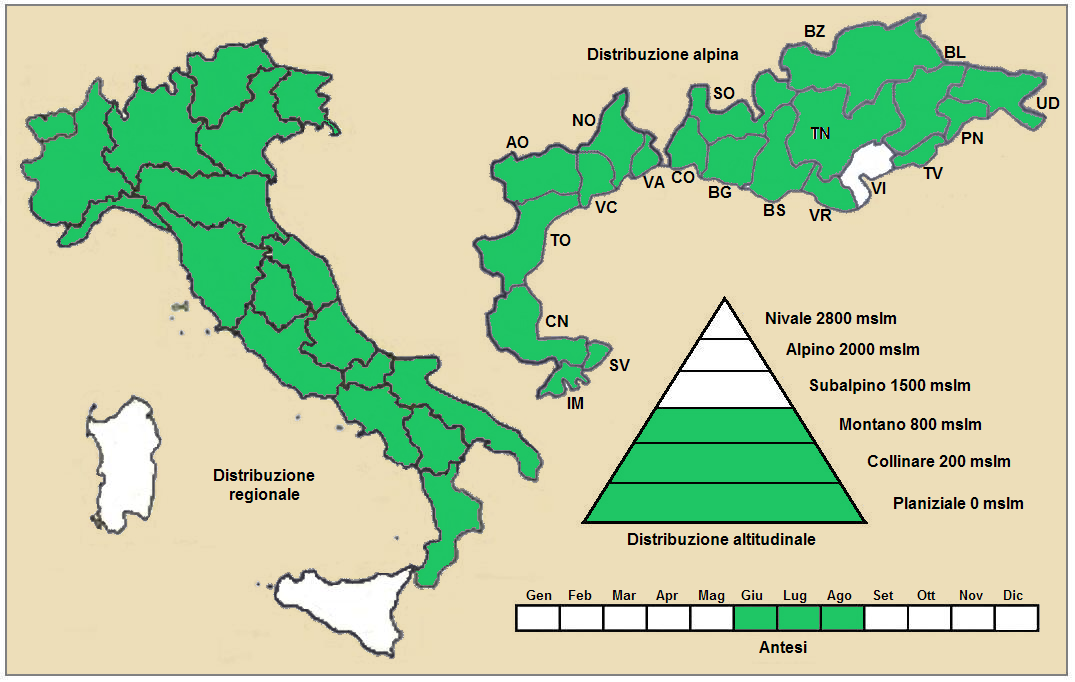
Distribuzione della pianta
(Distribuzione regionale – Distribuzione alpina)

- Nome scientifico: Stachys officinalis (L.) Trevis. subsp. officinalis.
- Basionimo: il basionimo per questa sottospecie è Betonica officinalis L., 1753.
- Descrizione: il fusto è subglabro (o ricoperto da sparsi peli); le foglie inferiori sono cordate alla base ed hanno la lamina a forma lanceolata con bordi paralleli; l'infiorescenza è una densa spiga di 1,5 – 2 cm di diametro; i verticilli floreali inferiori sono poco o nulla distanziati.
- Fioritura: da giugno a agosto.
- Geoelemento: il tipo corologico (area di origine) è Europeo - Caucasico o anche Ovest Europeo / Mediterraneo.
- Distribuzione: è il tipo più diffuso in Italia ma è assente nella Pianura Padana e nelle isole. Nelle Alpi è comune in tutti gli areali. Sugli altri rilievi europei collegati alle Alpi si trova nella Foresta Nera, Vosgi, Massiccio del Giura, Massiccio Centrale, Pirenei e Carpazi.[22] Nel resto dell'Europa e dell'areale del Mediterraneo la presente sottospecie si trova dalla Penisola Iberica fino alla Russia compresa l'Anatolia e la Transcaucasia.[20]
- Habitat: questa sottospecie si trova nei prati poveri (aridi), nei pascoli, nei nardeti, nei boschi radi (boschi montani di latifoglie). Il substrato preferito è calcareo ma anche siliceo con pH neutro, medi valori nutrizionali del terreno che deve essere mediamente umido.[22]
- Distribuzione altitudinale: sui rilievi queste piante si possono trovare fino a 1800 m s.l.m.; frequentano quindi i seguenti piani vegetazionali: collinare e montano (oltre a quello planiziale – a livello del mare).
- Fitosociologia: dal punto di vista fitosociologico la sottospecie officinalis appartiene alla seguente comunità vegetale:[22]

- Formazione: delle comunità delle macro- e megaforbie terrestri

- Classe: Molinio-Arrhenatheretea

- Ordine: Molinietalia caeruleae

- Alleanza: Molinion

#### Sottospecieserotina

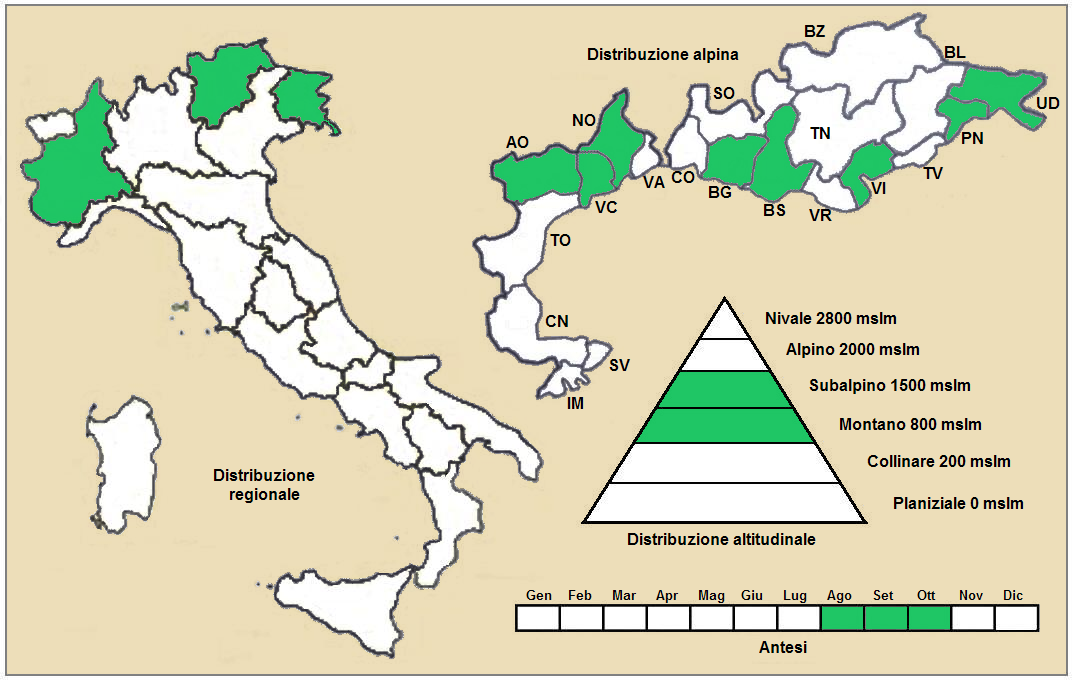
Distribuzione della pianta
(Distribuzione regionale – Distribuzione alpina)

- Nome scientifico: Stachys officinalis (L.) Trevis. subsp. serotina (Host) Murb.
- Basionimo:  il basionimo per questa sottospecie è Betonica serotina Host, 1831.
- Descrizione: il fusto è ispido con peli riflessi; le foglie inferiori hanno una base ristretta e una lamina a forma triangolare-subastata; l'infiorescenza è una spiga lassa e interrotta alla base.
- Fioritura: da agosto a ottobre.
- Geoelemento: il tipo corologico (area di origine) è Est Alpico / Illirico.
- Distribuzione: sostituisce la subsp. officinalis sul carso triestino (segnalata anche nelle province di Bolzano e Torino). Fuori dall'Italia, sempre nelle Alpi, questa sottospecie si trova in Svizzera (cantone Ticino).[22] Si trova anche nella Penisola Balcanica (ex Jugoslavia).
- Habitat: preferisce terreni a matrice calcarea nelle praterie rase subalpine, si trova anche nelle lande e popolamenti a lavanda e negli arbusteti meso-termofili. Il substrato preferito è calcareo ma anche calcareo/siliceo con pH basico, bassi valori nutrizionali del terreno che deve essere secco.[22]
- Distribuzione altitudinale: nelle Alpi queste piante frequentano i seguenti piani vegetazionali: montano e subalpino.
- Fitosociologia: dal punto di vista fitosociologico la sottospecie serotina appartiene alla seguente comunità vegetale:[22]

- Formazione: delle comunità delle macro- e megaforbie terrestri

- Classe: Trifolio-Geranietea sanguinei

- Ordine: Origanetalia vulgaris

- Alleanza: Geranion sanguinei

#### Varietàalgeriensis
- Nome scientifico: Stachys officinalis (L.) Trevis. var. algeriensis (Noë) Cout., 1907
- Distribuzione: Magreb e Penisola Iberica.

#### Sottospeciehaussknechtii
- Nome scientifico: Stachys officinalis (L.) Trevis. subsp. haussknechtii (Nyman) Greuter & Burdet, 1985
- Distribuzione: Penisola Balcanica meridionale e Anatolia.

#### Sottospecievelebitica
- Nome scientifico: Stachys officinalis (L.) Trevis. subsp. velebitica (A.Kern.) Hayek, 1929

#### Sottospecieskipetarum
- Nome scientifico: Stachys officinalis (L.) Trevis. subsp. skipetarum Jáv., 1921
- Distribuzione: Albania.

### Sinonimi
Questa entità ha avuto nel tempo diverse nomenclature. L'elenco seguente indica alcuni tra i sinonimi più frequenti:
Sinonimi della sottospecie officinalis
- Betonica affinis Wender.
- Betonica alpigena Schur
- Betonica angustifolia Jord. & Fourr.
- Betonica bjelorussica Kossko ex Klokov
- Betonica bjelorussica Kossko ex Klok.
- Betonica brachydonta Klokov
- Betonica brachystachya Jord. & Fourr.
- Betonica bulgarica Degen & Nejceff
- Betonica clementei Pérez Lara
- Betonica danica Mill.
- Betonica densiflora Schur
- Betonica drymophila Jord. & Fourr.
- Betonica foliosa C.Presl
- Betonica fusca Klokov
- Betonica glabrata K.Koch
- Betonica glabriflora Borbás
- Betonica grandifolia Jord. & Fourr.
- Betonica hirta Leyss.
- Betonica hylebium Jord. & Fourr.
- Betonica incana Mill.
- Betonica laxata Jord. & Fourr.
- Betonica legitima Link
- Betonica leiocalyx Jord. & Fourr.
- Betonica monieri Gouan
- Betonica montana Lej.
- Betonica monticola Jord. & Fourr.
- Betonica nemorosa Jord. & Fourr.
- Betonica nutans Kit. ex Schult.
- Betonica occitana Jord. & Fourr.
- Betonica officinalis L.
- Betonica officinalis subsp. alpigena (Schur) Nyman
- Betonica officinalis var. angustifolia K.Koch
- Betonica officinalis var. glabrata K.Koch
- Betonica officinalis var. hirta (W.D.J.Koch) K.Koch
- Betonica officinalis var. incarnata K.Koch
- Betonica officinalis f. laxata (Jord. & Fourr.) Pérard
- Betonica officinalis var. polyclada (Jord. & Fourr.) Nyman
- Betonica officinalis f. rusticana (Jord. & Fourr.) Pérard
- Betonica officinalis subsp. skipetarum Jáv.
- Betonica officinalis var. stricta K.Koch
- Betonica parvula Jord. & Fourr.
- Betonica peraucta Klokov
- Betonica polyclada Jord. & Fourr.
- Betonica pratensis Jord. & Fourr.
- Betonica psilostachys Jord. & Fourr.
- Betonica purpurea Gilib.
- Betonica purpurea Bubani
- Betonica pyrenaica Jord. & Fourr.
- Betonica recurva Jord. & Fourr.
- Betonica recurvidens Peterm.
- Betonica rigida Jord. & Fourr.
- Betonica rusticana Jord. & Fourr.
- Betonica sabauda Jord. & Fourr.
- Betonica stricta Aiton
- Betonica stricticaulis Jord. & Fourr.
- Betonica subcarnea Jord. & Fourr.
- Betonica valdepubens Jord. & Fourr.
- Betonica validula Jord. & Fourr.
- Betonica virescens Jord. & Fourr.
- Betonica virgultorum Jord. & Fourr.
- Betonica vulgaris Rota
- Stachys betonica Benth.
- Stachys bulgarica (Degen & Nejceff) Hayek
- Stachys danica (Mill.) Schinz & Thell.
- Stachys densiflora Benth.
- Stachys glabriflora (Borbás) Rossi
- Stachys monieri (Gouan) P.W.Ball
- Stachys officinalis (L.) Trevis. ex Briq.
- Stachys officinalis var. hirta W.D.J.Koch
- Stachys officinalis var. incana Lej. & Courtois
- Stachys officinalis var. montana (Lej.) Dumort.
- Stachys officinalis subsp. peredae M.Laínz
- Stachys officinalis f. stricta (Sol.) Boza & Vasic
- Stachys officinalis var. stricta Lej. & Courtois
- Stachys stricta (Sol.) Dalla Torre & Sarnth.

Sinonimi della varietà algeriensis
- Betonica algeriensis Noë
- Stachys algeriensis (Noë) Rothm.
- Stachys officinalis subsp. algeriensis (Noë) Franco
- Stachys officinalis var. tangerina Pau

Sinonimi della sottospecie haussknechtii
- Betonica haussknechtii (Nyman) Hausskn.
- Betonica officinalis subsp. haussknechtii Nyman
- Stachys balcanica P.W.Ball
- Stachys haussknechtii (Nyman) Hayek
- Stachys officinalis subsp. balcanica (P.W.Ball) R.Bhattacharjee

Sinonimi della sottospecie serotina
- Betonica officinalis var. serotina (Host) Nyman
- Betonica serotina Host
- Stachys serotina (Host) Rouy
- Stachys serotina Fritsch

Sinonimi della sottospecie velebitica
- Betonica officinalis subsp. velebetica  (A.Kern.) Nyman
- Betonica officinalis var. velebitica  (A.Kern.) Bjelcic
- Betonica velebetica  A.Kern.
- Stachys velebitica  (A.Kern.) Fritsch

## Usi

### Farmacia
Secondo la medicina popolare questa pianta ha le seguenti proprietà medicinali: astringenti, digestive, anticefaliche, vulnerarie e sedative in generale. Si prepara come infuso o estratto fluido ed è utile per raffreddori di testa (la polvere di betonica se aspirata fa starnutire). Ha un'azione specifica nelle cefalee. Inoltre è cicatrizzante. È valido anche per chi ha problemi di eliminazione degli acidi urici.
Le sostanze presenti in questa pianta sono: tannino, stachidrina, colina, betaina, betonicina.

### Cucina
La radice non è da usare in cucina: il rizoma può provocare facilmente vomito e diarrea. Le foglie vengono a volte usate per aromatizzare il tabacco, ma anche per preparare bevande e tè.
La betonica è una pianta mellifera e si può ottenere un miele quando è bottinata dalle api, ma poiché la sua diffusione non è molto abbondante, la produzione è scarsa e si ha solo in alcune zone.

## Altre notizie
La betonica comune in altre lingue è chiamata nei seguenti modi:
- (DE)  Echte Betonie, Heilziest
- (FR)  Épiaire officinale
- (EN)  Wood Betony

I nomi comuni (Betonica e Vettonica) potrebbero derivare (secondo Plinio) dalla tribù dei Vettoni (di origine Iberica). Nel Medioevo, e prima ancora in Egitto, si attribuivano alla pianta poteri magici e la si usava per curare qualunque male. La pianta (data la sua popolarità) ha originato nel tempo diversi modi di dire; nel Veneto, ad esempio si usa la frase "Conosciuti come la betonica" per indicare qualcosa che è sulla bocca di tutti. Oppure il proverbio "Utile come l'erba betonica" per indicare qualcosa impiegabile per parecchi usi.

## Galleria d'immagini

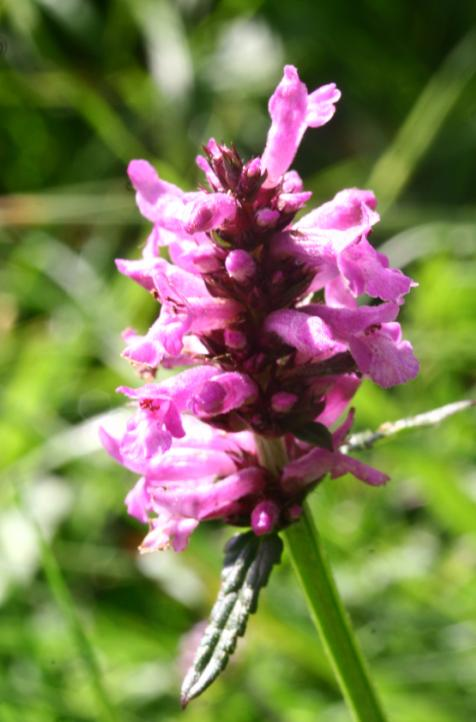
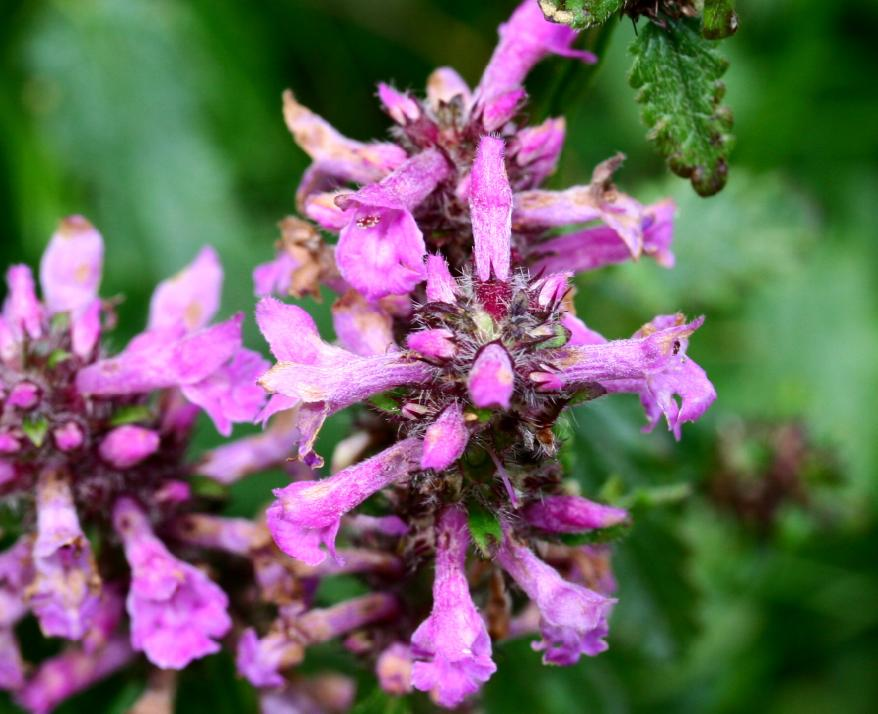
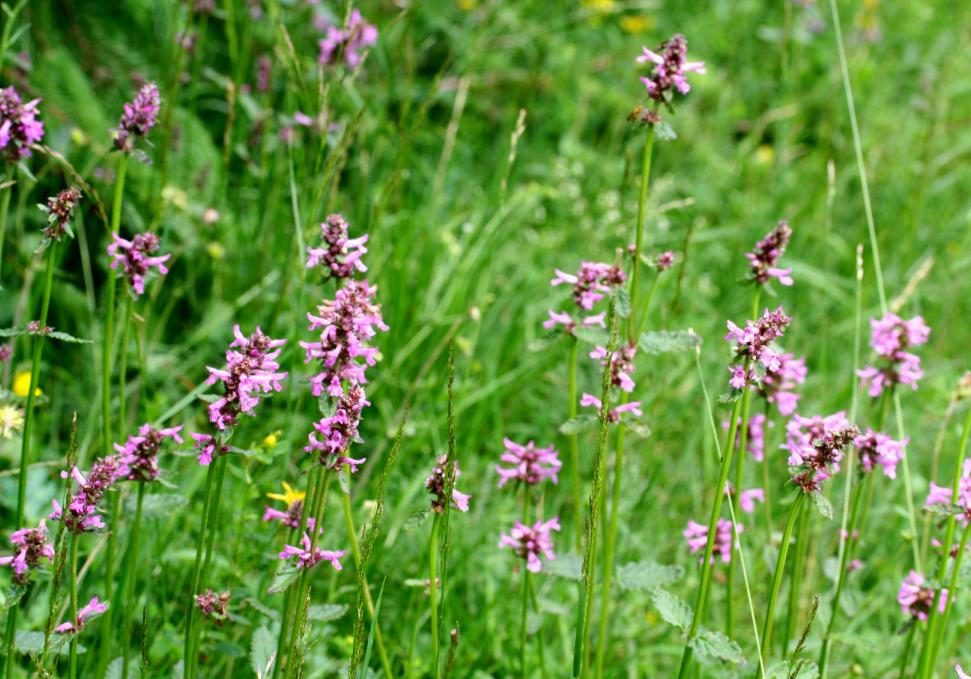